# Apodanthaceae
Apodanthaceae es una familia con 22 a 30 especies de plantas parásitas herbáceas. 

## Descripción
Viven en las ramas o raíces de sus anfitriones (en forma de filamentos similares a un hongo micelio), que emerge sólo en flor. Las únicas hojas presentes son varias brácteas en la base de cada flor. Las plantas no realizan ninguna fotosíntesis (es decir, que son holoparásitas). Las secuencias de ADN mitocondrial y nuclear confirman se coloque Apodanthaceae en Cucurbitales, donde también se ajustan bien en términos de su morfología floral.

## Taxonomía
La familia fue descrita por Tiegh. ex Takht. y publicado en Sistema Magnoliofitov 42. 1987. El género tipo es: Apodanthes

## Géneros
- Apodanthes
- Berlinianche
- Pilostyles